# Jeznasar
Jeznasar (armeniska: Եզնասար) är ett berg i Armenien. Det ligger i provinsen Sjirak, i den nordvästra delen av landet, 120 kilometer nordväst om huvudstaden Jerevan. Toppen på Jeznasar är 2 434 meter över havet, eller 229 meter över den omgivande terrängen. Bredden vid basen är 7,7 km.
Terrängen runt Jeznasar är kuperad åt sydväst, men åt nordost är den platt. Runt Jeznasar är det ganska tätbefolkat, med 129 invånare per kvadratkilometer.. Närmaste större samhälle är Amasia, 17,4 kilometer söder om Jeznasar.
Trakten runt Jeznasar består till största delen av jordbruksmark.